# Тигриньюс
Тигриньюс (порт. Tigrinhos)  —  муниципалитет в Бразилии, входит в штат Санта-Катарина. Составная часть мезорегиона Запад штата Санта-Катарина. Входит в экономико-статистический  микрорегион Шапеко. Население составляет 1936 человек на 2006 год. Занимает площадь 57,439 км². Плотность населения — 33,7 чел./км².

## История
Город основан 29 сентября 1995 года.

## Статистика
- Валовой внутренний продукт на 2003 составляет 14.308.769,00 реалов (данные: Бразильский институт географии и статистики).
- Валовой внутренний продукт на душу населения на 2003 составляет 7.491,50 реалов (данные: Бразильский институт географии и статистики).
- Индекс развития человеческого потенциала на 2000 составляет 0,741 (данные: Программа развития ООН).